# DotNetNuke
DotNetNuke là một hệ thống quản lý nội dung mã nguồn mở viết bằng ngôn ngữ lập trình VB.NET trên nền tảng ASP.NET. Tuy nhiên, các nhà phát triển đã bắt đầu chuyển DotNetNuke core trên nền C#. Đây là một hệ thống mở, tùy biến dựa trên skin và module. DotNetNuke có thể được sử dụng để tạo các trang web cộng đồng một cách dễ dàng và nhanh chóng.

## Giới thiệu
DotNetNuke được phát triển dựa trên cổng điện tử IBuySpy được Microsoft giới thiệu như là một ứng dụng mẫu dựa trên nền tảng .NET Framework. DotNetNuke đã được phát triển qua nhiều phiên bản và hiện nay đang ở phiên bản 8.0.1 Phiên bản hiện tại đòi hỏi.NET Framework 3.5 trong khi các phiên bản trước đó chạy trên nền.NET Framework 1.1.
Một cài đặt DotNetNuke có thể phục vụ nhiều trang web, mỗi trang có thể có giao diện và cộng đồng người sử dụng riêng biệt. Phiên bản hiện tại cũng cho phép chức năng đa ngôn ngữ.
Tên DotNetNuke đã được đặt để phản ánh nền tảng .NET mà nó sử dụng đồng thời theo trào lưu của một số cổng điện tử khá thành công trước đó như PHP-Nuke và PostNuke. Tên này cũng đã được công ty Perpetual Motion Interactive Systems Inc. Đăng ký bảo hộ vào ngày 15 tháng 11 năm 2004 (TMA 625.364). Shaun Walker, chủ tịch của công ty này, chính là người tạo ra và duy trì DotNetNuke.

## Khả năng mở rộng
DotNetNuke có một nhân cơ bản có thể mở rộng với các module để bổ sung các tính năng mới; giao diện của hệ thống có thể tùy biến nhờ vào kỹ thuật skin.

### Module
Khoảng hơn 10 module cơ bản được cung cấp cùng với bản DotNetNuke. Các module khác có thể được download từ trang web của DotNetNuke trong đó có các module như: thương mại điện tử, album ảnh, blog, forum, wiki, mailling list... Các module bổ sung khác cũng được các cộng đồng nguồn mở và các công ty phần mềm thương mại cung cấp.
Các module này có thể được cài đặt bổ sung dễ dàng bằng cách upload chúng thông qua giao diện của trang quản trị.
Các địa chỉ tốt để mua các modules thương mại là trang web của tập đoàn DotNetNuke (http://store.dnnsoftware.com/)

### Skin
Giao diện của DotNetNuke được thiết kế với kiến trúc sử dụng skin cho phép tách biệt nội dung và giao diện của hệ thống. Kiến trúc này cho phép người thiết kế giao diện có khả năng làm việc độc lập với quá trình phát triển trong ASP.NET và chỉ đòi hỏi kiến thức về HTML cùng với cách thức thiết kế  skin của DotNetNuke. Skin bao gồm một số file HTML cơ bản, trong đó có các vị trí để đặt nội dung, menu và các tính năng khác cùng với các file ảnh, file định dạng (stylesheets), Javascript; tất cả thường được đóng gói trong một file Zip.
Giống như module, skin có thể được upload và cài đặt tự động thông qua trang quản trị.

### Bộ gõ tiếng Việt
Bạn có thể dùng AVIM (Advanced Vietnamese Input Method) do Đặng Trần Hiếu viết để có thể gõ tiếng Việt. Các bạn có thể tải xuống version mới nhất của AVIM ở đây:
http://sourceforge.net/projects/rhos
Đây là bộ gõ dễ gắn và thích ứng với FCKeditor (HTML editor) đã được sử dụng trong DotNetNuke (DNN) version 4.
1/ Upload avim.js vào /js folder trên website của bạn
2/ Đây là phần bạn phải thêm vào 3 chỗ trên website của bạn
<script language="JavaScript" src="http://yourdomainname.com/js/avim.js{{Liên kết hỏng|date = ngày 6 tháng 3 năm 2021 |bot=InternetArchiveBot }}" ></script>
\yourwebsite\admin\Skins\copyright.ascx  (vào cuối trang)
\yourwebsite\Providers\HtmlEditorProviders\Fck\FCKeditor\editor\fckeditor.html (ở gần cuối trang, giữa
```
và </body>)
```

\yourwebsite\Providers\HtmlEditorProviders\Fck\FCKeditor\editor\fckeditor.original.html (ở gần cuối trang, giữa
```
và </body>)
```

Thí dụ:
</ table><script language="JavaScript" src="http://yourdomainname.com/js/avim.js{{Liên kết hỏng|date = ngày 6 tháng 3 năm 2021 |bot=InternetArchiveBot }}"></script></body>
Sau khi gắn, bạn sẽ có thể gõ tiếng Việt ở phần search, phần editor mà không cần sự hỗ trợ của một bộ gõ nào khác trong máy.

## Nhược điểm
DotNetNuke không hỗ trợ trên nhiều hệ điều hành mà chỉ chạy trên nền Windows. Bên cạnh đó, nó cũng không hỗ trợ runtimes(CLR) phần mềm mã tự do như dự án Mono.